# Paradijscasarca
De paradijscasarca (Tadorna variegata) is een eend uit de familie van de Anatidae. Het is een endemische diersoort uit Nieuw-Zeeland. In de lokale taal, het Maori, wordt deze vogel aangeduid met de naam Pūtangitangi.

## Kenmerken
Het meest opvallende verschil in geslacht is het feit dat mannetjes een zwarte kop en vrouwtjes een witte kop hebben.

## Leefwijze
Deze 55 cm lange dieren zijn vrij monogaam ingesteld en een koppel blijft meestal het hele leven bij elkaar. Er zijn echter wel uitzonderlijke gevallen van polygamie. De dieren verdedigen samen een vrij groot territorium en ze zijn dan ook zelden met meer dan twee soortgenoten bij elkaar te zien.

## Voortplanting
Het broedseizoen loopt van augustus tot december. De paradijscasarca is geslachtsrijp wanneer hij of zij twee jaar oud is. Ze bouwen hun nest in het hoge gras en in boomholten. Het vrouwtje legt jaarlijks niet meer dan 9 crèmekleurige of witte eieren. Na 8 weken zijn de jongen in staat om te vliegen.